# Cytisus aeolicus
Cytisus aeolicus är en ärtväxtart som beskrevs av Giovanni Gussone. Cytisus aeolicus ingår i släktet kvastginster, och familjen ärtväxter. Inga underarter finns listade i Catalogue of Life.